# Leon Panczakiewicz
Leon Jan Panczakiewicz (ur. 16 maja 1897 w Nowym Targu, zm. wiosną 1940 w Charkowie) – major kawalerii Wojska Polskiego, działacz niepodległościowy.

## Życiorys
Urodził się 16 maja 1897 w Nowym Targu, ówczesnym mieście powiatowym Królestwa Galicji i Lodomerii, w rodzinie Jana i Petroneli z Pieniążków. W 1908 rozpoczął naukę w c. k. Gimnazjum w Nowym Targu. W trakcie nauki wstąpił do Drużyny Podhalańskiej. 3 sierpnia 1914 wstąpił do „straży obywatelskiej” w rodzinnym mieście, a 9 listopada tego roku jako uczeń VI klasy wystąpił z gimnazjum.
3 stycznia 1915 wstąpił do Legionów Polskich. Od 19 marca tego roku do września 1917 walczył w szeregach 3 szwadronu dywizjonu jazdy, a następnie 1 pułku ułanów. Od 3 lutego do 4 kwietnia 1917 był uczniem kawaleryjskiego kursu podoficerskiego w Ostrołęce. Ukończył kurs z wynikiem dobrym w stopniu starszego ułana. Po kryzysie przysięgowym (lipiec 1917) został wcielony do armii austro-węgierskiej, w której służył do 10 października 1918.
W listopadzie 1918 wstąpił do Wojska Polskiego i został przydzielony do Brygady Górskiej Strzelców Podhalańskich. W 1919 został mianowany podporucznikiem. W 1920, w czasie wojny z bolszewikami, walczył w szeregach 201 ochotniczego pułku szwoleżerów.
Po zakończeniu działań wojennych pozostał w wojsku jako oficer zawodowy i służył w 11 pułku ułanów. Po 1 czerwca 1921 został przeniesiony do 3 pułku szwoleżerów, który stacjonował w garnizonie Suwałki. Służbę w 3 pułku szwoleżerów pełnił przez kolejnych 17 lat. 3 maja 1922 został zweryfikowany w stopniu podporucznika ze starszeństwem od 1 czerwca 1919 i 57. lokatą w korpusie oficerów jazdy (od 1924 – kawalerii). 27 stycznia 1930 prezydent RP nadał mu z dniem 1 stycznia 1930 stopień rotmistrza w korpusie oficerów kawalerii i 53. lokatą. W 1935 ukończył kurs unifikacyjno-doskonalący w Centrum Wyszkolenia Piechoty w Rembertowie. Od 4 stycznia 1937 dowodził szwadronem zapasowym 3 pszwol. w garnizonie Grodno. Prezydent RP nadał mu stopień majora ze starszeństwem z 19 marca 1938 i 24. lokatą w korpusie oficerów kawalerii. W marcu 1939 pełnił służbę w Biurze Personalnym Ministerstwa Spraw Wojskowych w Warszawie na stanowisku kierownika referatu 2 kawalerii i taborów Wydziału III Rezerw.
18 września 1939 w Kołomyi, po agresji ZSRR na Polskę, dostał się do sowieckiej niewoli i został osadzony w obozie Starobielsku. Wiosną 1940 został zamordowany przez funkcjonariuszy NKWD w Charkowie i pogrzebany w Piatichatkach. Od 17 czerwca 2000 spoczywa na Cmentarzu Ofiar Totalitaryzmu w Charkowie. Figuruje na tzw. liście Gajdideja (poz. 2596).
5 października 2007 minister obrony narodowej Aleksander Szczygło mianował go pośmiertnie na stopień podpułkownika. Awans został ogłoszony 9 listopada 2007, w Warszawie, w trakcie uroczystości „Katyń Pamiętamy – Uczcijmy Pamięć Bohaterów”.
Był żonaty z Władysławą (zm. 1987), z którą miał syna Ryszarda (zm. 2002) i córkę Danutę (zm. 2021). Żona została pochowana na cmentarzu w Borku Fałęckim (kwatera 19, miejsce 1). Jest to także grób symboliczny majora Panczakiewicza.
26 kwietnia 2010 zasadzono Dąb Pamięci majora Panczakiewicza.

## Ordery i odznaczenia
- Krzyż Niepodległości – 12 maja 1931 „za pracę w dziele odzyskania niepodległości”[28][29][30][31]
- Krzyż Walecznych[12][19]
- Złoty Krzyż Zasługi[19]
- Srebrny Krzyż Zasługi – 1925[3][32]
- Medal Pamiątkowy za Wojnę 1918–1921[1]
- Medal Dziesięciolecia Odzyskanej Niepodległości[1]